# Derencs
Derencs (szlovákul: Driečna) Vladicsa község része, egykor önálló falu Szlovákiában, az Eperjesi kerületben, a Sztropkói járásban. Kis- és Nagyderencs egyesítésével jött létre.

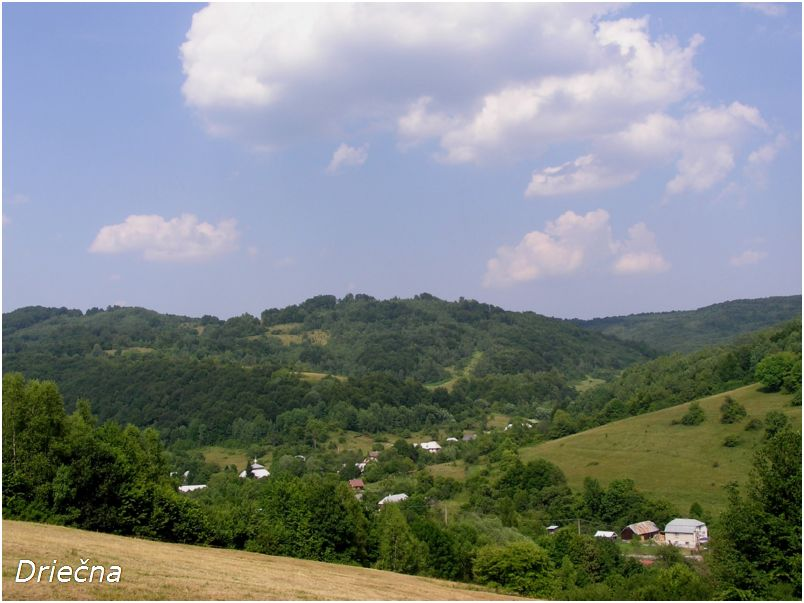
Derencs látképe

## Fekvése
Sztropkótól 21 km-re északkeletre fekszik. Vladicsa központjától északkeletre, Mikó felé található.

## Története
A település régebben két faluból: Kisderencsből és Nagyderencsből állt. A trianoni diktátumig mindkét település Zemplén vármegye Mezőlaborci járásához tartozott.
Kis- és Nagyderencset 1960-ban Derencs néven egyesítették. Derencset 1965-ben Vladicsához (Ladács) csatolták.

## Nevezetességei
Görögkatolikus temploma.

## Lásd még
- Kisderencs
- Nagyderencs
- Vladicsa
- Alsóladács
- Felsőladács
- Szárazhegy